# Lepthyphantes strinatii
Lepthyphantes strinatii är en spindelart som beskrevs av Ernest Everett Hubert 1970. Lepthyphantes strinatii ingår i släktet Lepthyphantes och familjen täckvävarspindlar.
Artens utbredningsområde är Tunisien. Inga underarter finns listade i Catalogue of Life.